# Xyrichtys halsteadi
Xyrichtys halsteadi är en fiskart som beskrevs av Randall och Lobel 2003. Xyrichtys halsteadi ingår i släktet Xyrichtys och familjen läppfiskar. IUCN kategoriserar arten globalt som livskraftig. Inga underarter finns listade i Catalogue of Life.